# Fatima Marouan
Fatima Marouan, also Fatema Marouane, (sinh năm 1952) là một bác sĩ người Ma-rốc, nhà điều hành kinh doanh và chính trị gia. Từ 2002 đến 2005, cô là Trưởng Khoa Nội tiết và Chuyển hóa của Bệnh viện Đại học Ibn Rochd ở Casablanca. Từ tháng 10 năm 2013 đến tháng 4 năm 2017, bà đã từng là Bộ trưởng Thủ công và Kinh tế Xã hội với tư cách là thành viên của Hiệp hội Độc lập Quốc gia, dưới thời của Thủ tướng Abdelilah Benkirane,.

## Tiểu sử
Fatima Marouan sinh năm 1952 tại Benslimane ở phía đông Casablanca, Fatima Maroun, học ngành y tại Đại học Lyon. Cô trở thành giáo sư và nhà nghiên cứu tại Khoa Y và Đại học Casablanca, chuyên về nội tiết và rối loạn dinh dưỡng, cô đứng đầu Khoa Nội tiết, Bệnh tiểu đường và Dinh dưỡng tại Bệnh viện Ibn Rochd ở Casablanca. Maroun là một thành viên của ủy ban Ma-rốc về phòng, chống bệnh tiểu đường. Cô tiếp tục đứng đầu Hiệp hội Smedian (Société marocaine d’endocrinologie, diabétologie et nutrition). Fatima Marouan đã đóng góp cho một số ấn phẩm khoa học.
Về mặt chính trị, với tư cách là thành viên của đảng Quốc gia Độc lập, bà đã tham gia vào việc phát triển các kế hoạch y tế và giáo dục. Từ tháng 10 năm 2013 đến tháng 4 năm 2017, bà là Bộ trưởng Thủ công và Kinh tế Xã hội (ministre de l’Artisanat, de l’économie sociale et solidaire).
Maroun cũng là thành viên hội đồng quản trị của Hiệp hội phụ nữ thành phố Casablanca Chicago. Cô ấy nói được ba thứ tiếng tiếng Ả Rập, tiếng Pháp và tiếng Anh. Là thành viên của hội đồng khoa học Destination Santé S.A.S, cô cũng đã làm việc cho Phòng khám Tim mạch California của Casablanca.
Fatima Maroun đã kết hôn và có hai người con.